# Boutique (commerce)
Pour les articles homonymes, voir boutique.

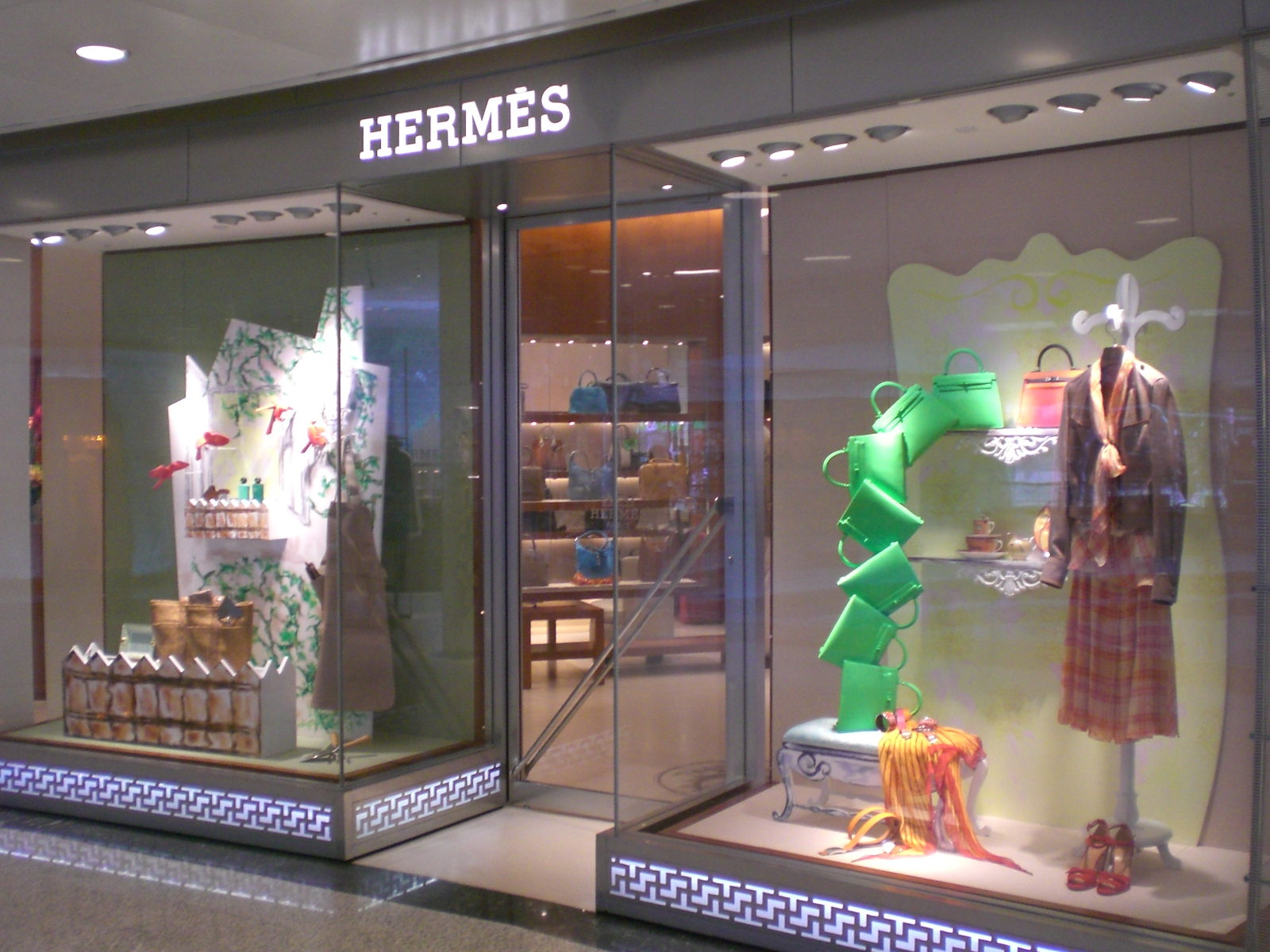
La boutique Hermès à Causeway Bay, Hong Kong.

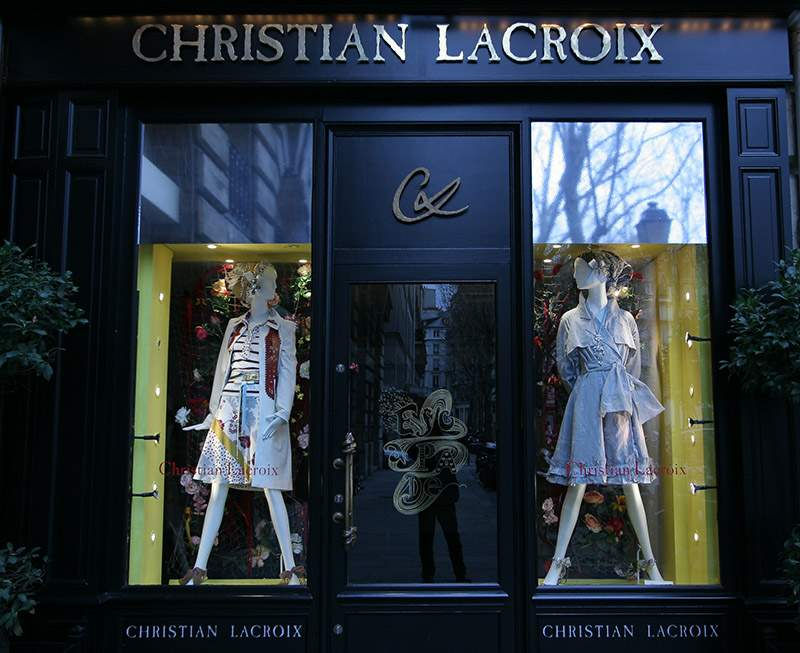
Une boutique de l'enseigne Christian Lacroix.

Une boutique est un petit magasin consacré à un commerce de détail ou, à la fois, à la fabrication et à la vente de marchandises. Plus spécifiquement, il peut désigner un petit magasin qui vend des vêtements, des bijoux ou d'autres produits de luxe, généralement d'une marque renommée. 

## Description
Ce mot français est repris dans beaucoup de langues pour qualifier la même notion (par ex. anglais, où le terme boutique est entré dans le langage courant à la fin des années 1960. En effet en Europe, l'avenue Montaigne, à Paris, et Bond Street, à Londres, ont attiré l'attention des médias britanniques ce qui a stimulé l'attrait des magasins les plus en vogue de l'époque). Le mot boutique dérive du grec ἀποθήκη (apothēkē),.
Le terme boutique est souvent associé à celui de styliste ou designer pour faire référence (avec des approches nuancées) aux produits et services relatifs à des produits de luxe censés justifier un prix très élevé, lui-même appelé prix boutique. Comme pour le marché des beaux-arts et le détournement de l'art dans les processus de blanchiment d'argent, les gouvernements s'intéressent de plus en plus aux boutiques compte tenu des prix élevés pratiqués et susceptible de servir d'instruments de fraude financière.
Certaines chaînes de magasins (multipoints de vente) peuvent être qualifiées de boutiques quand elles ciblent de petites niches de marché haut de gamme (cas des chaines de parfumeries Sephora, Nocibé... par ex). Bien que certaines boutiques se spécialisent dans le très haut de gamme avec des articles fabriqués à la main, d’autres fabriquent des produits plus courants (t-shirts, textile divers et d’autres accessoires de mode en série courte, organisant une pénurie artificielle susceptible d'en accroitre l'attrait et de les vendre à des prix plus élevés.

## Histoire

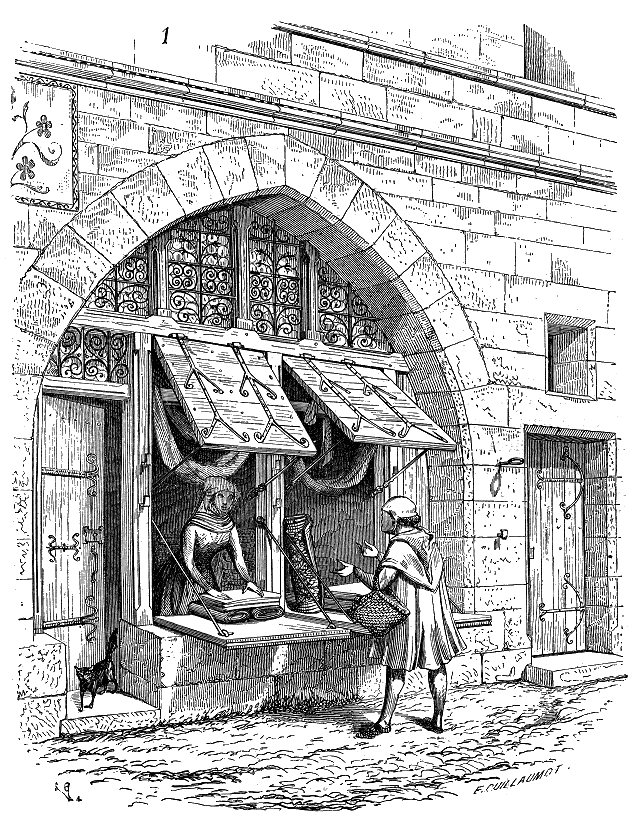
Boutique médiévale avec les volets et une claire-voie vitrée (dessin de Viollet-le-Duc)

Depuis l'Antiquité, la boutique est une salle située au rez-de-chaussée et ouverte sur la rue; elle sert à l'entreposage et à l'étalage des marchandises qui y sont vendues. La boutique possédait souvent une arrière-boutique réservée aux opérations connexes. La devanture, rarement vitrée, est plutôt fermée par des volets. Ces volets étaient divisés en deux, la partie inférieure s'abaissant pour offrir une tablette à l'étalage des produits. La partie supérieure se soulève et sert d'auvent. Le soir les volets sont refermés et maintenus par des barres de fer. Au-dessus du linteau soutenant les volets supérieurs, une claire-voie vitrée éclaire l'intérieur de la salle. Les achats s'effectuent dans la rue. 
Les marchands du même type de commerce se retrouvent souvent sur la même rue. Ce rapprochement conduit à des noms de rue comme la Tannerie ou la Huchette, désignant l'activité commerciale qui s'y exerce.

### Source
- (en) Cet article est partiellement ou en totalité issu de l’article de Wikipédia en anglais intitulé « Boutique » (voir la liste des auteurs).

- Eugène Viollet-le-Duc, Encyclopédie médiévale, Paris, Georges Bernage, 1978, p. 172-175.